# HSPA6

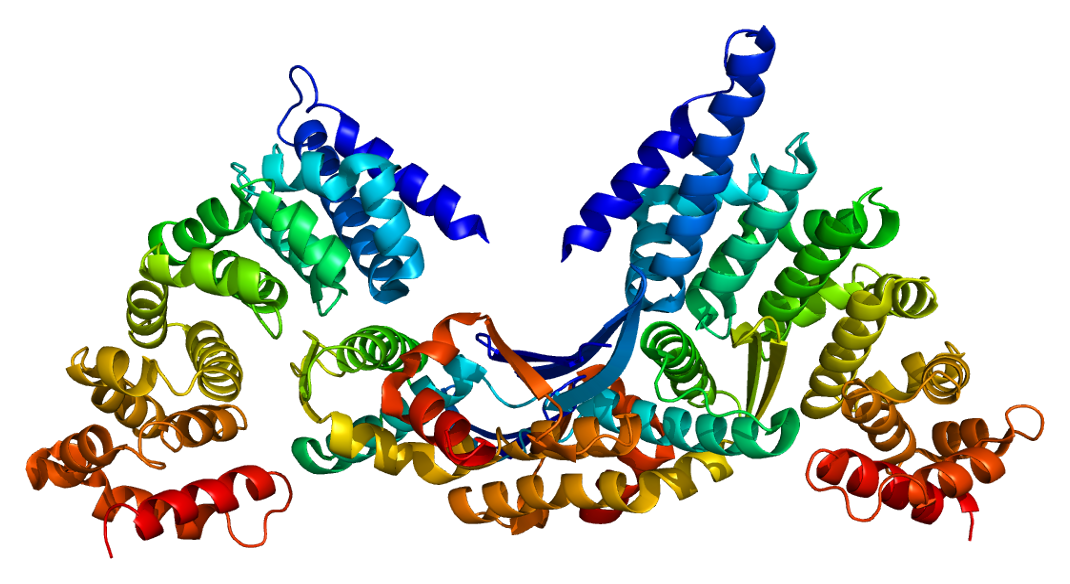
Estructura de la proteína HSPA6, basada en PyMOL, en la base de datos de PDB (Protein Data Bank)..

La proteína de choque térmico de 70 kDa 6 es una proteína que en humanos está codificada por el gen HSPA6.